# Vereeniging
Vereeniging este un oraș în partea de NE a Africii de Sud, în Provincia Gauteng. Este reședința municipalității districtuale Sedibeng.